# ميرزاقول
ميرزاقول هي بلدة في مقاطعة شافيركان في ولاية بخارى في أوزبكستان.